# Smatchet (Waffe)

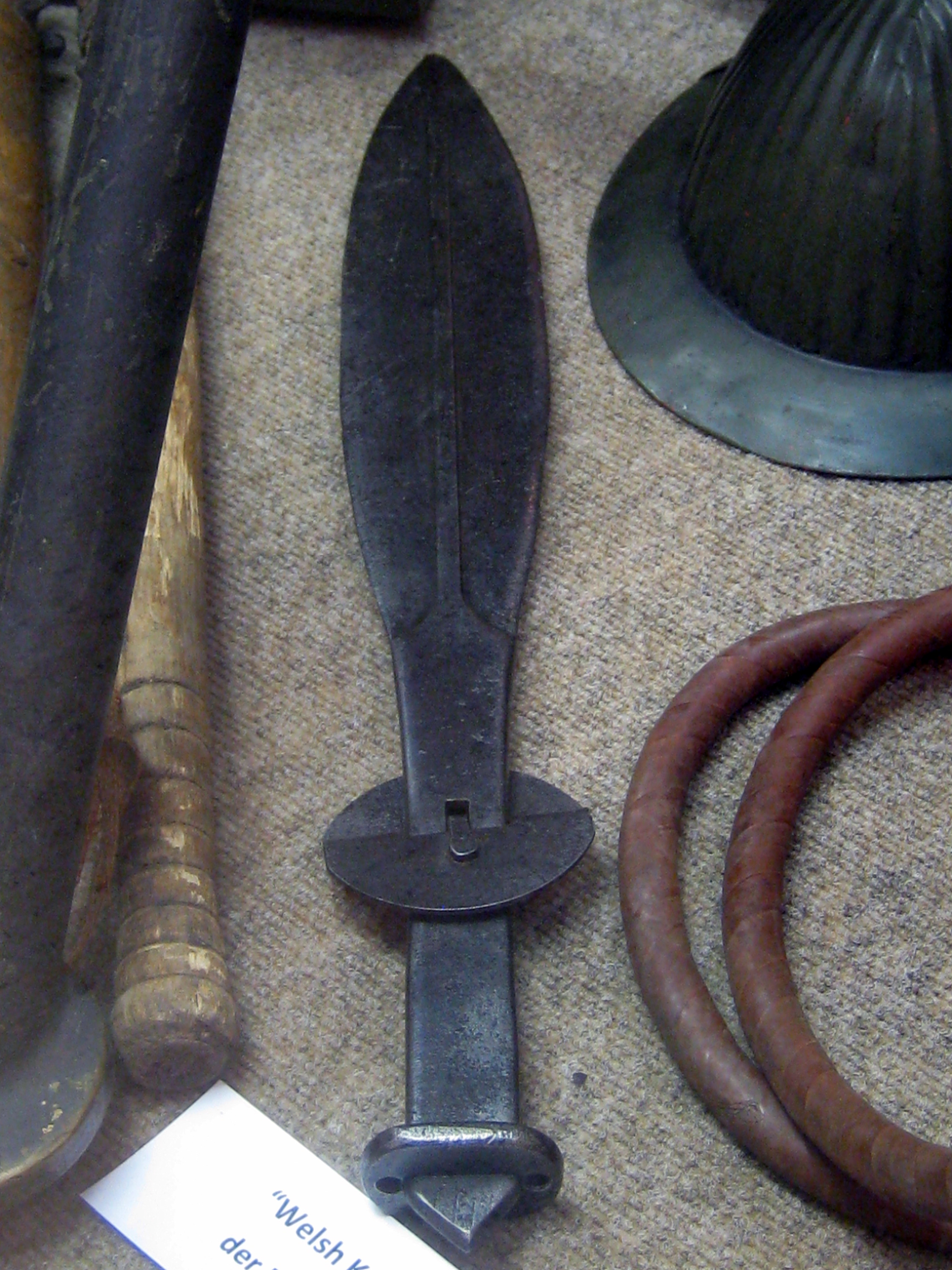
Ein Kampfmesser der Royal Welsh Fusiliers aus dem Ersten Weltkrieg; mögliche Vorlage für das Smatchet.

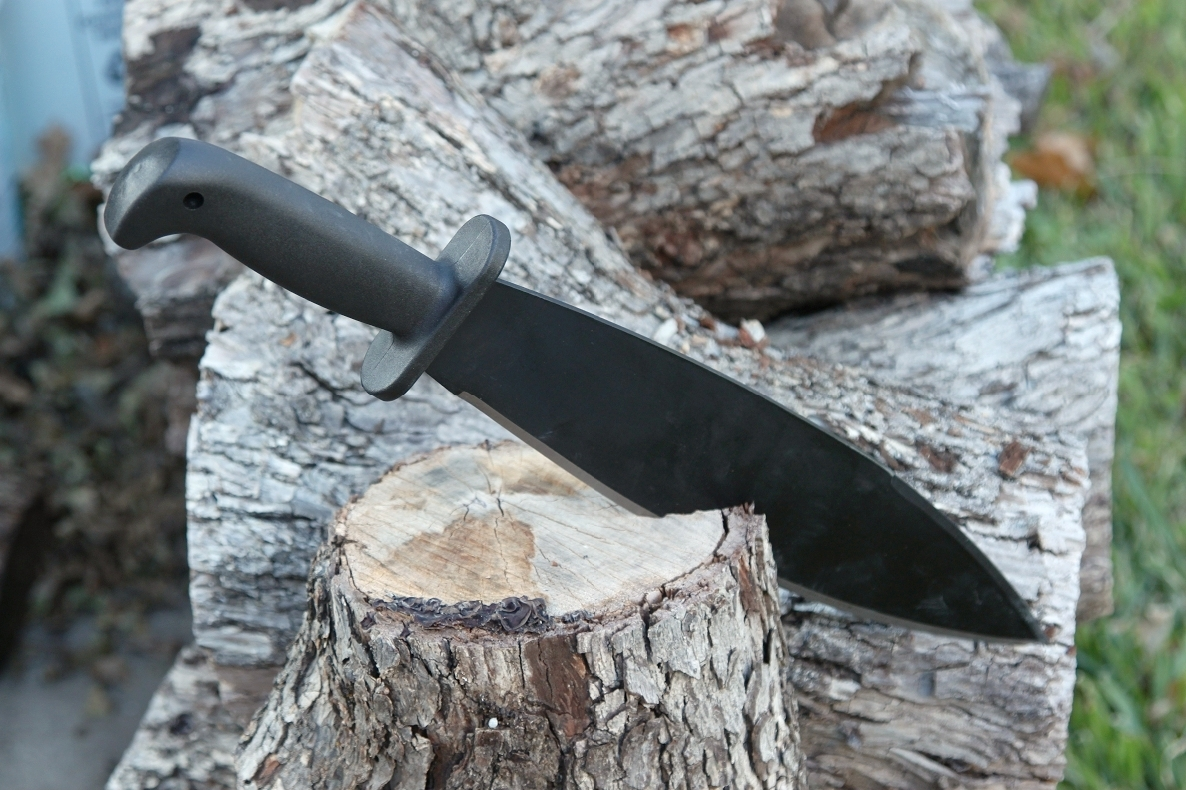
Modernes Smatchet von Cold Steel

Das Smatchet ist ein schweres Kampfmesser. Es wurde im Vereinigten Königreich zur Zeit des Zweiten Weltkriegs für Kommandoeinheiten entwickelt und im kleinen Umfang verwendet. Das Konzept des Smatchet wurde in den 1980er-Jahren wieder kommerziell aufgenommen.

## Geschichte
Als im Zweiten Weltkrieg ab 1940 die British Commandos gebildet wurden um unkonventionelle Kommandounternehmen durchzuführen, wurde die Truppe auch mit Nahkampfwaffen ausgerüstet. Neben dem bekannten Fairbairn-Sykes-Dolch wurde in geringem Maße auch das Haumesser Smatchet verwendet. Die Bezeichnung „Smatchet“ ist eine Neuschöpfung aus den englischen Worten smashing (schlagen) und hatchet (Hackmesser). Die Umstände der Entstehung des Smatchet liegen allerdings im Dunkel. Es existieren keinerlei schriftliche Belege für eine offizielle Einführung bei den British Commandos, was aber bei Blankwaffen in der damaligen Zeit keineswegs unüblich war. Es gibt jedoch Bildbelege für die Verwendung. Die Existenz dieses Messers ist ab 1940 im Ausbildungslager der British Commandos in Lochailort nachweisbar. Die Anzahl der frühen Smatchet ist gering, die Qualität der verwendeten Materialien ist schwankend, ebenso die Abmessungen. Dieses lässt auf eine semi-professionelle Herstellung in kleinen Handwerksbetrieben schließen.
William E. Fairbairn, ein Nahkampfausbilder bei den British Commandos, erwähnt das Smatchet in seinem Lehrbuch Get Tough! im Jahre 1942. Fairbairn entwickelte den Fairbairn-Sykes-Dolch. Ob er auch das Smatchet entwickelte ist ungeklärt, aber er sorgte für dessen Verbreitung. Aus Fairbairns Sicht war das Smatchet eine ideale Nahkampfwaffe.
Das Design des Smatchets ist im Prinzip nicht neu, sondern existiert bereits seit vielen Jahrhunderten. Es gibt Ähnlichkeiten zur traditionellen malayischen Bolo-Machete, dessen modernere Abarten im Ersten Weltkrieg verwendet wurden. Aber auch in den britischen Kolonien in Westafrika existieren dem Smatchet ähnliche Messer. Das Philippinische Barong ähnelt ebenfalls stark dem Smatchet. Auch das traditionelle keltische Kurzschwert „Chledd“ ist als Vorbild denkbar. Das keltische Schwert inspirierte den Bildhauer Felix Joubert (Patent vom 25. August 1916) zu einem modernen Kurzschwert, welches den Royal Welch Fusiliers im Ersten Weltkrieg in sehr kleiner Stückzahl ausgegeben wurde. Auch dieses Kurzschwert selbst kommt als Vorbild für das Smatchet in Frage; die Ähnlichkeit der zweischneidigen blattförmigen Klingen ist groß.
Fairbairn ging 1942 in die Vereinigten Staaten als Ausbilder für den Nahkampf beim Office of Strategic Services. Er konnte dort die Verantwortlichen überzeugen 3.000 Stück des Smatchet anfertigen zu lassen. Diese unterscheiden sich in einigen Details zu den britischen, so ist z. B. die Klinge geschwärzt, während sie bei den britischen Smatchets blank ist. Des Weiteren haben die historischen US-Messer braune Holzgriffschalen, die lediglich von zwei größeren Nieten an der Angel befestigt sind. Bei der Beschaffung spielte womöglich die Tatsache eine Rolle, dass sich das Smatchet auch als Werkzeug im Dschungel Südostasiens, einem der Einsatzgebiete des OSS, einsetzen ließ.
Im Lauf der Zeit veränderte Fairbairn das Messer, gestaltete die Klinge schmäler und den Griff länger. Für den Griff verwendete er einen damals neuen Kunststoff namens Lumarith, der olivgrün war. Diese so gestalteten Messer erhielten den Stempel „FAIRSWORD“. Damit wollte Fairbairn wohl eine Marke schaffen und sie gewinnbringend vermarkten. Für sein bekanntes Fairbairn-Sykes Messer hat er sich die Vermarktungsrechte nicht rechtzeitig sichern können. Zusammen mit den Ingenieuren F.R. Graninger und Earl G. Millison patentierte Fairbairn am 13. Oktober 1944 die Smatchet-Variante sowie gesondert noch die Kunststoffscheide, die Taschen mit verschiedenstem Zusatzwerkzeug enthielt. Fairbairn bot das neue Modell dem OSS an, doch dieses lehnte ab. Auch sonst konnte Fairbairn keine Interessenten mehr gewinnen und das Smatchet bzw. Fairsword geriet in Vergessenheit.
In den späten 1980er-Jahren sorgte Rex Applegate, ein Schüler Fairbairns, für ein Wiederaufleben des Smatchets. Zunächst in kleinen Auflagen als handgefertigte Einzelstücke fingen später größere Unternehmen wie Buck Knives, Al Mar oder Böker an, ihre Versionen des Smatchets aus rostfreiem Stahl und Polykarbonat als Griffmaterial zu fertigen.

## Beschreibung
Das Smatchet hat eine blattförmige, breite aber recht dünne, doppelschneidige Klinge mit Spitze. Die Klinge ist dabei 25-28 cm lang, bei einer Gesamtlänge von etwa 40 cm. Das Gewicht liegt unter 0,9 kg. Zwischen Klinge und Griff ist eine ovale Parierscheibe. Es gibt eine Vielzahl von Griffschalen, welche mit Nieten am Erl befestigt sind. So gibt es Griffschalen aus Holz, Bakelit oder Gummi, manche haben auch einen Überzug aus Segeltuch. Am Knauf ist ein Fangriemen aus Leder befestigt.
Das Smatchet hatte ein wuchtiges Aussehen, war dennoch handlich und konnte als Hieb- wie Stichwaffe eingesetzt werden. Auch der Knauf konnte zum Schlagen verwendet werden. Zudem eignete sich das Smatchet als Werkzeug, so z. B. zum Schneiden von Unterholz.
Die Größe der Waffe gab dem Träger ein gewisses Selbstvertrauen im Nahkampf. Wegen der Größe des Messers trugen es Rechtshänder, wie ein Schwert, an der linken Körperseite. Zumindest die Klinge der britischen Smatchets war nicht geschwärzt. Dieses soll bewusst blank gelassen worden sein um die psychologische Wirkung der Waffe auf den Gegner zu steigern. Ob diese erhoffte Wirkung auch eintraf ist fraglich. Denn die späteren OSS-Messer haben eine schwarz beschichtete Klinge um Lichtreflexionen zu vermeiden.

„Die psychologische Reaktion jedes Mannes, wenn er zum ersten Mal das Smatchet in die Hand nimmt, rechtfertigt die Empfehlung als Kampfwaffe. Er wird sofort alle wesentlichen Eigenschaften eines guten Soldaten in ihm erkennen: Selbstvertrauen, Entschlossenheit und Aggressivität. Seine Ausgewogenheit, sein Gewicht und seine Tötungskraft, mit Spitze, Schneide oder Knauf, kombiniert mit der extrem einfachen Ausbildung, die notwendig ist, um in seiner Verwendung effizient zu werden, machen es zur idealen persönlichen Waffe für alle, die nicht mit Gewehr und Bajonett bewaffnet sind.“